# Нетбай, Дарья Алексеевна
Да́рья Алексе́евна Нетба́й (в девичестве — Пя́ткина; род. 9 марта 1996, Раменское, Московская область) — российская биатлонистка, призёр чемпионата России. Мастер спорта России (2016).

## Биография
Родилась в подмосковном городе Раменское, обучалась в местной ДЮСШ. Воспитанница Московской академии лыжных гонок и биатлона. Тренировалась у Владимира Наймушина и Константина Румянцева.
Училась в Псковском государственном университете.
На внутрироссийских соревнованиях выступает за Москву.

### Карьера
В юниорском возрасте побеждала в региональных соревнованиях по лыжным гонкам и ачери-биатлону. В феврале 2019 года стала призёром лыжного марафона «Николов Перевоз».
15 декабря 2019 года впервые попала на пьедестал биатлонного Кубка России, завоевав серебро в эстафете на этапе в Чайковском.
В феврале 2023 года стала бронзовым призёром чемпионата России в суперспринте.